# Nanos dubitatus
Nanos dubitatus är en skalbaggsart som beskrevs av Lebis 1953. Nanos dubitatus ingår i släktet Nanos och familjen bladhorningar. Inga underarter finns listade i Catalogue of Life.